# Czerskie Rumunki
Czerskie Rumunki (dawn. Rumunki Czarne, Czarne Rumunki; niem. Schwarze Räumung) – wieś w Polsce położona w województwie kujawsko-pomorskim, w powiecie lipnowskim, w gminie Wielgie.

## Podział administracyjny
W latach 1975–1998 miejscowość administracyjnie należała do województwa włocławskiego.

## Demografia
Według Narodowego Spisu Powszechnego (III 2011 r.) liczyła 274 mieszkańców. Jest dziewiątą co do wielkości miejscowością gminy Wielgie.